# Dorothea Fuhrken
Dorothea Fuhrken, geborene Haren, (* um 1722 in Neustadtgödens; † 20. Februar 1775 in Neuenburg) war eine deutsche Dichterin.

## Leben
Dorothea Fuhrken war eine Tochter von Wiembcke Haren, der ein kleines Geschäft mit dem Namen „Kleinen Winkel Kräuterwaren“ führte. Der Vater gehörte zu den „geringen Bürgern und Kaufleuten“, arbeitete auch als Schiffer und hatte Kenntnisse über den Bau von Deichen und Sielen. Ihre Mutter, Eberhardine Sophie Cadovius (* 1686 in Woquard), war eine Tochter des Pastors Nicolaus Gorlef Cadovius.
Fuhrken verbrachte Kindheit und Jugend in ihrem Geburtsort und besuchte wahrscheinlich die dortige „Statts-Schule“. Als evangelisch-lutherische Schülerin lernte sie in der einzigen Schule des Ortes zusammen mit Mennoniten und Reformierten. Der Pastor Günther Tieffenbruch, der gut mit ihrer Familie  bekannt war, dürfte ihr Privatunterricht gegeben haben. Er besaß eine große Bibliothek, die Fuhrken wahrscheinlich zur Weiterbildung nutzte. Zusätzlichen Unterricht in Lateinisch, Griechisch und Hebräisch erhielt sie von einem „Studiosus“.
1740 heiratete Fuhrken den Oldenburger Kaufmann Jacob Fuhrken, der aus der alteingesessenen Kaufmannsfamilie Naucke (Nanco) Fuhrken kam. Während ihrer besten Zeit als Dichterin wollte sie sich von ihrem Ehemann trennen. Dafür schrieb sie angeblich eine „Supplication“ in Versform; sie sandte diese an Friedrich den Großen und konnte sich danach von ihrem Mann scheiden lassen. 1754 heiratete sie in zweiter Ehe in Asel den Knyphusener Amtmann Anton Toepken. Dieser arbeitete ab 1761 als Burggerichtsassessor beim Hochgräflichen Burg- und Revisionsgericht in Varel. 1767/68 verlegte das Ehepaar seinen Wohnsitz nach Neuenburg. Nach ihrem Tod im Jahr 1775 wurde Fuhrken in Varel beigesetzt. Anton Toepken lebte bis 1787 und wurde in Zetel begraben.

## Werke
Fuhrken stammte aus einer einfachen ostfriesischen Familie und somit aus Kreisen, in denen gewöhnlich ausschließlich auf Plattdeutsch kommuniziert wurde. Daher ist bemerkenswert, dass sie ihre wahrscheinlich nicht vollständig erhaltenen Gedichte in gutem Hochdeutsch schrieb. In der Zeitschrift Pallas erschien 1802 der Kommentar, dass sie „in damaliger Zeit, unter ihren Bekannten in Ostfriesland und auf der Gränze, eine Merkwürdigkeit ihres Geschlechts und ihrer Gegend“ gewesen sei.
Die von ihr bekannten Gedichte schrieb Fuhrkens während ihrer Ehe mit Jacob Fuhrken. Es handelt sich um fünf gedruckte Gelegenheitsgedichte, ein poetisches Sendschreiben und ein handschriftlich verfasstes Gelegenheitsgedicht. Darüber hinaus existiert eine unvollständige „Probe“ eines Trauergedichts. Da sie einen Gedichtband ankündigte, ist zu vermuten, dass sie noch mehr Gedichte schrieb. Die Gedichte zeigen, dass sie sich als individualistische, aufwärtsstrebende, andersdenkende, zweifelnde bis verzweifelnde Person sah.

## Ehrungen
Die Deutsche Gesellschaft zu Göttingen ernannte Fuhrken 1750 zu ihrem Ehrenmitglied. Die Universität Göttingen verlieh ihr den Titel einer „Kayserlich gekrönten Poetin“, womit sie eine von nur wenigen deutschen Frauen war, die diese Auszeichnung erhielt. Die Krönung nahm Fürstin Wilhelmine (1678–1770) am 28. Januar 1751 im Schloss von Varel vor. Am 8. Februar 1751 erschien im Oldenburger Anzeiger und am 15. April 1751 in der „Göttingischen Zeitung von Gelehrten Sachen“ umfangreiche Berichte über dieses Ereignis.